# Rue de l'Asile-Popincourt
La rue de l'Asile-Popincourt est une rue du 11e arrondissement de Paris.

## Origine du nom
Elle doit son nom en souvenir d'un des premiers asiles pour les pauvres que créa la ville de Paris, et qu'on appelait « asile Popincourt ».

## Historique
Percée en 1834, et ouverte seulement en 1842, elle porte son nom actuel cette même année.